# Nina Broznić
Nina Broznić (Rijeka, 19. veljače 1991.) hrvatska je skijaška trkačica. Članica je trkačkog skijaškog kluba TSK Rijeka - Čavle.

### Zimske olimpijske igre
- Vancouver 2010.
  - xx. mjesto u disciplini - klasični sprint